# Saison 3 de Pretty Little Liars
Chronologie
Saison 2 Saison 4
Cet article présente le guide des épisodes de la troisième saison de la série télévisée américaine Pretty Little Liars.

## Généralités
- La première partie de la saison a été diffusée entre 5 juin 2012 et le 28 août 2012. Un épisode spécial d'Halloween a été diffusé le 23 octobre 2012 puis la deuxième partie a été diffusée entre le 8 janvier 2013 et le 19 mars 2013.
- Au Canada, elle a été diffusée en simultané sur MuchMore.
- En France, La première partie a été diffusée sur Orange Cinéhappy entre le 2 mars 2013 et le 13 avril 2013, l'épisode d'Halloween a été inclut dans la première partie. À la suite de la disparition de la chaîne, la série a été déplacée sur Orange Max à partir de la deuxième partie de la saison qui a été diffusée entre le 12 octobre 2013 et le 9 novembre 2013. Elle a ensuite été rediffusée intégralement sur June qui la diffuse aussi en Belgique et en Suisse.
- Au Québec, elle a été diffusée intégralement entre le 26 août 2013 et le 17 février 2014 sur VRAK.TV.

## Sypnosis de la saison
Alors que le second anniversaire de la disparition d'Alison approche, Aria, Emily, Hanna et Spencer sont renvoyées dans la tourmente après une nuit choquante. Cinq mois ont passé depuis qu'Aria, Emily, Hanna et Spencer ont découvert l'identité de -A et que Maya est morte. La terreur étant apparemment terminée avec un meurtrier présumé derrière les barreaux, la ville de Rosewood se remet lentement de ses blessures et essaie de retourner à la normalité. Chacune des quatre filles a passé son été d'une façon différente: Aria a pris des cours de photographie, Spencer a pris des cours à l'université de Hollis, Hanna a pris des cours de cuisine avec Caleb et Emily a construit des maisons à Haiti.
Mais ce qui semble normal pour chaque fille ne l'est pas forcément pour toutes. Toutes les quatre se sont à peine remises de ce qui est arrivé. Avec le stress post-traumatique, la colère et l'accumulation de plus de secrets, les quatre amies ne vont pas aussi bien qu'on pourrait le croire. Maintenant de nouveau réunies et avec le second anniversaire de la disparition d'Alison, les filles se retrouvent encore sur la défensive quand un événement choquant frappe Rosewood. À ceci s'ajoute l'apparition d'une mystérieuse personne portant un Imper Rouge, les cheveux blonds comme ceux d'Alison et qui semble vouloir continuer à persécuter les filles sous l'identité de -A.

## Distribution de la saison

### Acteurs principaux
- Troian Bellisario (VF : Sandra Valentin) : Spencer Hastings
- Ashley Benson (VF : Karine Foviau) : Hanna Marin
- Tyler Blackburn (VF : Stanislas Forlani) : Caleb Rivers
- Holly Marie Combs (VF : Vanina Pradier) : Ella Montgomery
- Lucy Hale (VF : Élisabeth Ventura) : Aria Montgomery
- Ian Harding (VF : Thomas Roditi) : Ezra Fitz
- Laura Leighton (VF : Danièle Douet) : Ashley Marin
- Chad Lowe (VF : Patrick Mancini) : Byron Montgomery
- Shay Mitchell (VF : Ingrid Donnadieu) : Emily Fields
- Janel Parrish (VF : Geneviève Doang) : Mona Vanderwaal
- Sasha Pieterse (VF : Cécile Nodie) : Alison DiLaurentis

### Acteurs récurrents
- Keegan Allen (VF : Hervé Rey) : Toby Cavanaugh
- Nia Peeples (VF : Odile Schmitt) : Pam Fields
- Lesley Fera (VF : Céline Monsarrat) : Veronica Hastings
- Lindsey Shaw (VF : Marie-Eugénie Maréchal) : Paige McCullers
- Tammin Sursok (VF : Adeline Chetail) : Jenna Marshall
- Torrey DeVitto (VF : Véronique Desmadryl) : Melissa Hastings
- Brendan Robinson (VF : Antoine Schoumsky) : Lucas Gottesman
- Bryce Johnson (VF : Alexandre Gillet) : Darren Wilden
- Julian Morris (VF : Alexis Tomassian) : Wren Kingston
- Drew Van Acker (VF : Emmanuel Garijo) : Jason DiLaurentis
- Yani Gellman (VF : Jérémy Prévost) : Garrett Reynolds
- Vanessa Ray (VF : Julia Vaidis-Bogard) : CeCe Drake
- Edward Kerr (VF : Michel Dodane) : Ted Wilson
- Larisa Oleynik (VF : Lydia Cherton) : Maggie Cutler
- Sterling Sulieman (VF : Jean-Baptiste Anoumon) : Nate St.Germain / Lyndon James

### Invités
- Bianca Lawson (VF : Fily Keita) : Maya St. Germain
- Nolan North (VF : Georges Caudron) : Peter Hastings
- Brant Daugherty (VF : Thierry D'Armor) : Noel Kahn
- Amanda Schull (VF : Edwige Lemoine) : Meredith Sorenson
- Jim Titus (VF : Daniel Lobé): Barry Maple
- Eric Steinberg (VF : Constantin Pappas) : Wayne Fields
- John O'Brien (VF : Fabrice Lelyon) : Principal Hackett
- Shane Coffey (VF : Juan Llorca) : Holden Strauss
- Annabeth Gish (VF : Odile Cohen) : Anne Sullivan
- Jim Abele (VF : Patrick Laplace) : Kenneth DiLaurentis
- Aeriél Miranda (VF : Charlotte Campana) : Shana Fring
- Brandon W. Jones (VF : Nicolas Bacon) : Andrew Campbell
- Steve Talley (VF : Damien Boisseau) : Zack

## Épisodes

### Épisode 1:C'est arrivé cette nuit-là
- États-Unis : 5 juin 2012 sur ABC Family
- France : 2 mars 2013 sur OCS Happy
- Québec : 26 août 2013 sur VRAK.TV

- États-Unis : 2,93 millions de téléspectateurs[1] (première diffusion)

Alors que le second anniversaire de la disparition d'Alison approche, Aria, Emily, Hanna et Spencer sont renvoyées dans la tourmente après une nuit choquante. 
Cinq mois ont passé depuis qu'Aria, Emily, Hanna et Spencer ont découvert que Mona était "A" et que Maya était morte. La terreur étant apparemment terminée avec un meurtrier présumé derrière les barreaux, la ville de Rosewood se remet lentement de ses blessures et essaie de retourner à la normalité. Chacune des quatre filles ont passé leur été de différentes façons. Aria a pris des cours de photographie, Spencer a pris des cours à l'université d'Hollis, Hanna a pris des cours de cuisine avec Caleb et Emily a construit des maisons à Haiti. 

### Épisode 2:Visions
- États-Unis : 12 juin 2012 sur ABC Family
- France : 2 mars 2013 sur OCS Happy
- Québec : 2 septembre 2013 sur VRAK.TV

- États-Unis : 2,66 millions de téléspectateurs[2] (première diffusion)

Un nouveau joueur (ou joueuse) "A" est en ville et cette personne est déterminée à montrer aux Liars qu'il/elle est sérieux(se). Après avoir reçu un rappel terrible que "A" commande encore, Aria, Emily, Hanna et Spencer tentent de monter rapidement un plan pour gérer cette ancienne/nouvelle menace et le jeu habituel qui a grimpé d'un cran. Spencer et Hanna continuent de jouer avec le feu tandis qu'elles cherchent des réponses. Dans le même temps, les indiscrétions passées d'Aria servent au jeu de "A". 

### Épisode 3:Les Borgnes sont rois
- États-Unis : 19 juin 2012 sur ABC Family
- France : 9 mars 2013 sur OCS Happy
- Québec : 9 septembre 2013 sur VRAK.TV

- États-Unis : 2,44 millions de téléspectateurs[3] (première diffusion)

La mère de Spencer prenant Garrett comme client, Spencer est certaine qu'il y a une raison qui la pousse à accepter l'affaire. Quand elle commence à poser des questions, elle n'apprend pas grand-chose des raisons de sa mère mais tombe sur un secret des Hastings encore plus grand. 
Emily apprend une nouvelle surprenante concernant son examen d'Anglais et craint les conséquences. 

### Épisode 4:La Plume est dans le sac
- États-Unis : 26 juin 2012 sur ABC Family
- France : 9 mars 2013 sur OCS Happy
- Québec : 16 septembre 2013 sur VRAK.TV

- États-Unis : 2,36 millions de téléspectateurs[4] (première diffusion)

La vérité peut parfois faire du mal et les Menteuses doivent prendre cela en compte quand elles décident de révéler des secrets. Les visites d'Hanna avec Mona causent des problèmes entre Hanna et Caleb. Mais est-ce que serait tellement grave si Hanna disait à Caleb qu'elle avait besoin de voir Mona pour obtenir des informations sur cet "A" ? Aria, de son côté, redoute de dire à Ella que Byron sort de nouveau avec Meredith. Mais est-ce que ce ne serait pas mieux qu'Ella l'apprenne par Aria plutôt qu'ailleurs ? Et Spencer a besoin de connaître la vérité sur Melissa, même si la vérité fait mal.
Parallèlement, Emily trouve un certain réconfort après avoir rencontré le cousin de Maya, Nathan.

### Épisode 5:Cette fille est un poison
- États-Unis : 10 juillet 2013 sur ABC Family
- France : 16 mars 2013 sur OCS Happy
- Québec : 23 septembre 2013 sur VRAK.TV

- États-Unis : 2,38 millions de téléspectateurs[5] (première diffusion)

La fête d'anniversaire extravagante de Jenna semble être trop belle pour être vraie et Aria, Emily, Hanna et Spencer pensent qu'il y a autre chose, surtout quand il s'avère que Garrett peut sortir de prison pour rendre visite à sa mère malade le soir même. Le timing ne peut pas être une simple coïncidence. Les Menteuses sont convaincues que tout est lié à "A". Emily a une vision de l'intérieur en travaillant pour la soirée, Aria travaille la foule en tant que fêtarde et Spencer se rend à l'hôpital. Alors qu'est-ce qui pourrait mal tourner ? La réponse est... tout. 

### Épisode 6:Les Vestiges de 'A'
- États-Unis : 17 juillet 2012 sur ABC Family
- France : 16 mars 2013 sur OCS Happy
- Québec : 30 septembre 2013 sur VRAK.TV

- États-Unis : 2,27 millions de téléspectateurs[6] (première diffusion)

Après avoir reçu un indice majeur de Garrett, Hanna et Spencer mettent en place leurs missions séparément. Hanna voit une occasion parfaite d'attraper "A" ou tout du moins de voir qui aide Garrett. Mais son plan parfait commence à s'effondrer, ce qui laisse Hanna frustrée et désespérée. Spencer essaie de découvrir la signification de l'indice et demande l'aide de Jason dans sa recherche. 

### Épisode 7:Fou à lier
- États-Unis : 24 juillet 2012 sur ABC Family
- France : 23 mars 2013 sur OCS Happy
- Québec : 7 octobre 2013 sur VRAK.TV

- États-Unis : 2,43 millions de téléspectateurs[7] (première diffusion)

Avec de nouvelles preuves sur le meurtre d'Alison, Hanna craint que "A" essaie de la piéger après une visite du Détective Wilden. Aux prises avec la paranoïa, Aria décide de se tourner vers Mona pour obtenir des réponses si elle espère aider Hanna. Mais est-ce qu'Aria est prête à affronter son ancien bourreau et surtout, est-ce que Mona est prête à donner à Aria les réponses que les Menteuses attendent désespérément ?

### Épisode 8:Baisers volés
Pour les articles homonymes, voir Baiser volé (homonymie).
- États-Unis : 31 juillet 2012 sur ABC Family
- France : 23 mars 2013 sur OCS Happy
- Québec : 14 octobre 2013 sur VRAK.TV

- États-Unis : 2,22 millions de téléspectateurs[8] (première diffusion)

Emily apprend qu'à un moment de la soirée, elle était avec Paige et qu'elle l'a embrassée. Spencer avec l'aide de Caleb arrive à pirater le site de Maya. Hanna apprend que Mona va partir de Radley pour rejoindre New York dans un autre centre de soins. Elle va parler au personnel afin que Mona reste à Radley.

### Épisode 9:Action ou vérité
- États-Unis : 7 août 2012 sur ABC Family
- France : 30 mars 2013 sur OCS Happy
- Québec : 21 octobre 2013 sur VRAK.TV

- États-Unis : 2,45 millions de téléspectateurs[9] (première diffusion)

- Gregg Sulkin (Wesley Fitz)
- Robbie Amell (Eric Kahn)

### Épisode 10:Le Poids des mensonges
- États-Unis : 14 août 2012 sur ABC Family
- France : 30 mars 2013 sur OCS Happy
- Québec : 28 octobre 2013 sur VRAK.TV

- États-Unis : 2,27 millions de téléspectateurs[10] (première diffusion)

### Épisode 11:La Morsure du serpent
- États-Unis : 21 août 2012 sur ABC Family
- France : 6 avril 2013 sur OCS Happy
- Québec : 4 novembre 2013 sur VRAK.TV

- États-Unis : 2,4 millions de téléspectateurs[11] (première diffusion)

### Épisode 12:Le Tueur de ces dames
- États-Unis : 28 août 2012 sur ABC Family[12]
- France : 6 avril 2013 sur OCS Happy
- Québec : 11 novembre 2013 sur VRAK.TV

- États-Unis : 2,98 millions de téléspectateurs[13] (première diffusion)

### Épisode 13:Voyage jusqu'au bout de la terreur
- États-Unis : 23 octobre 2012 sur ABC Family[14]
- France : 13 avril 2013 sur OCS Happy
- Québec : 18 novembre 2013 sur VRAK.TV

- États-Unis : 2,85 millions de téléspectateurs[15] (première diffusion)

- Adam Lambert (lui-même)

Alors que le train d'Halloween est en route, les quatre amies vont être temporairement séparées. Spencer mènera une enquête auprès de Garrett sur la fameuse nuit. Hanna, elle, apprendra que ses efforts pour cacher son couple à A n'auront servi à rien. Emily aura le droit à un peu d’intimité avec Paige... Ou pas puisque cette dernière devra venir en aide à l'une des quatre amies lors d'une agression de la part de A. Mais où est passée Aria ? Que fait-elle ? Avec qui est-elle ? C'est ce que Spencer, Emily, Hanna, Caleb et Toby cherchent à savoir... Et où est passé Garrett ? 
On verra aussi que Mona n'a aucun mal à s'échapper de son asile et à y revenir ni vue ni connue.

### Épisode 14:Elle va mieux maintenant
- États-Unis : 8 janvier 2013 sur ABC Family[16]
- France : 12 octobre 2013 sur OCS Max
- Québec : 25 novembre 2013 sur VRAK.TV

- États-Unis : 3,21 millions de téléspectateurs[17] (première diffusion)

### Épisode 15:La Mona Mania
- États-Unis : 15 janvier 2013 sur ABC Family
- France : 12 octobre 2013 sur OCS Max
- Québec : 2 décembre 2013 sur VRAK.TV

- États-Unis : 2,48 millions de téléspectateurs[18] (première diffusion)

Grâce à Meredith, Aria comprend que son père lui cache des choses à propos de la disparition d'Ali. En effet, lors de cette fameuse nuit, après avoir fait boire Ella, il retrouva Meredith et par la suite, rendit visite à Alison. À ce stade, il semblerait que Byron soit la dernière personne à avoir vu Alison vivante. Aria commence alors à avoir de plus en plus peur de son père. Celui-ci n'a d'ailleurs pas hésité à fouiller dans les affaires de sa fille pour trouver la feuille du journal intime d'Alison. Ce papier était la preuve qu'Alison faisait chanter le père d'Aria. Un parfait mobile pour un meurtre...

### Épisode 16:Un malheur n'arrive jamais seul
- États-Unis : 22 janvier 2013 sur ABC Family
- France : 19 octobre 2013 sur OCS Max
- Québec : 9 décembre 2013 sur VRAK.TV

- États-Unis : 2,68 millions de téléspectateurs[19] (première diffusion)

### Épisode 17:Dira, dira pas
- États-Unis : 29 janvier 2013 sur ABC Family
- France : 19 octobre 2013 sur OCS Max
- Québec : 16 décembre 2013 sur VRAK.TV[20]

- États-Unis : 2,85 millions de téléspectateurs[21] (première diffusion)

### Épisode 18:Mort à mes yeux
- États-Unis : 5 février 2013 sur ABC Family
- France : 26 octobre 2013 sur OCS Max
- Québec : 6 janvier 2014 sur VRAK.TV

- États-Unis : 2,75 millions de téléspectateurs[22] (première diffusion)

### Épisode 19:Ce qu'il advient du cœur brisé
- États-Unis : 12 février 2013 sur ABC Family
- France : 26 octobre 2013 sur OCS Max
- Québec : 13 janvier 2014 sur VRAK.TV

- États-Unis : 2,41 millions de téléspectateurs[23] (première diffusion)

### Épisode 20:Eaux dangereuses
- États-Unis : 19 février 2013 sur ABC Family
- France : 2 novembre 2013 sur OCS Max
- Québec : 20 janvier 2014 sur VRAK.TV

- États-Unis : 2,61 millions de téléspectateurs[24] (première diffusion)

### Épisode 21:Hors de vue, hors d'esprit
- États-Unis : 26 février 2013 sur ABC Family
- France : 2 novembre 2013 sur OCS Max
- Québec : 27 janvier 2014 sur VRAK.TV

- États-Unis : 2,71 millions de téléspectateurs[25] (première diffusion)

### Épisode 22:Le cercle sera-t-il intact?
- États-Unis : 5 mars 2013 sur ABC Family
- France : 9 novembre 2013 sur OCS Max
- Québec : 3 février 2014 sur VRAK.TV

- États-Unis : 2,56 millions de téléspectateurs[26] (première diffusion)

Spencer est internée à Radley loin de ses amies après avoir découvert le corps selon elle de Toby dans les bois. Aria, Emily et Hanna s'inquiètent à propos de Spencer, d'autant plus que la famille Hastings elle-même ne sait pas où se trouve la jeune fille. Les trois amies de Spencer sont inquiètes à l'idée que A puisse être derrière cette disparition. Par ailleurs, Aria remet en question sa relation avec Ezra, Wilden est de retour et Emily fait la connaissance d'une championne olympique.
Spencer est retrouvée et apprend qu'on doit lui faire des tests pour savoir si elle est folle. Durant son séjour, elle rencontre un infirmier appelé "E-Lamb", pseudo qu'utilisait Toby quand il était A. Elle lui demande alors si elle connaissait Mona et par ailleurs Toby. Il lui apprend qu'à une époque des badges ont été volés pour pouvoir venir a Radley et qu'elle loge dans la chambre où Mona était.

### Épisode 23:Je suis ta marionnette
- États-Unis : 12 mars 2013 sur ABC Family
- France : 9 novembre 2013 sur OCS Max
- Québec : 10 février 2014 sur VRAK.TV

- États-Unis : 2,41 millions de téléspectateurs[27] (première diffusion)

### Épisode 24:Un jeu dangereux
- États-Unis : 19 mars 2013 sur ABC Family
- France : 9 novembre 2013 sur OCS Max
- Québec : 17 février 2014 sur VRAK.TV

- États-Unis : 2,87 millions de téléspectateurs[28] (première diffusion)